# Комплекс неполноценности
Комплекс неполноценности — совокупность психологических и эмоциональных ощущений человека, выражающихся в чувстве собственной ущербности и иррациональной вере в превосходство окружающих над собой. 
Комплекс неполноценности возникает вследствие разнообразных причин, таких, как: дискриминация, душевные травмы, свои собственные ошибки и неудачи и тому подобное. Комплекс неполноценности существенно влияет на самочувствие и поведение человека.

## История
Первым, кто исследовал и описал комплекс неполноценности, был венский психолог Альфред Адлер.
Люди, страдающие комплексом неполноценности, рассматривают себя как нечто незначительное и ущербное. У многих пациентов на его почве развиваются депрессии, за которыми в тяжёлых случаях может последовать опасность самоубийства.
Одним из симптомов комплекса неполноценности может быть демонстрация сигналов, которыми страдающий им человек пытается обратить на себя внимание остальных людей. Другими симптомами могут быть недостаточность контактов, боязнь людей, боязнь сделать ошибку, постоянное напряжение. Комплекс неполноценности иногда является также подсознательной причиной дефектов речи.
Нередко характерны попытки возместить комплекс собственной неполноценности выставленной напоказ ролью жертвы. У молодых мужчин для маскировки ощущения неполноценности часто наблюдаются повышенная агрессивность и потребление алкоголя, а также символы статуса, такие как золотые украшения, спортивные автомобили, характерная одежда и т. п. Чрезмерное высокомерие также может свидетельствовать о внутренне нарушенном чувстве собственного достоинства.
Комплекс неполноценности — в целом, негативное явление. Однако, в некоторых случаях, он может мотивировать человека на достижение позитивных целей в жизни.

## Развитие комплекса неполноценности
Альфред Адлер считал, что комплекс неполноценности развивается у детей по нескольким причинам:
- Физические недостатки (например, неполноценность какого-либо органа, маленький рост, непропорциональность).
- Чрезмерная родительская опека, которая не позволяет научиться самостоятельно решать проблемы.
- Отсутствие родительского внимания снижает уверенность в своих силах.

Физические недостатки зачастую стараются компенсировать усиленными тренировками. Например, Демосфен, заикавшийся с детства, стал одним из великих ораторов; Вильма Рудольф, в детстве переболевшая полиомиелитом, из-за чего долго испытывавшая проблемы с ходьбой, стала трёхкратной олимпийской чемпионкой в лёгкой атлетике. Адлер предположил, что великие люди добивались своих результатов, в том числе в творчестве, в процессе преодоления собственных комплексов неполноценности.
Если комплекс неполноценности преодолеть не получилось, то это может привести к неврозу в зрелые годы. Иногда комплекс неполноценности проявляется внешне в комплексе превосходства — в хвастовстве и высокомерии.
Чувство неполноценности и вытекающие из него депрессии нередко уходят корнями в раннее детство. Научно доказано, что недостаточное внимание к ребёнку и постоянная критика могут подорвать развитие здорового чувства собственного достоинства у подростка.
При этом Зигмунд Фрейд в своих «Лекциях по введению в психоанализ» писал:

Знаю, что вы много слышали о чувстве неполноценности, которое характеризует как раз невротиков. Оно проявляется, в частности, в так называемой художественной литературе. Писатель, употребивший словосочетание «комплекс неполноценности», считает, что этим он удовлетворяет всем требованиям психоанализа и поднимает своё творение на более высокий психологический уровень. В действительности искусственное словосочетание «комплекс неполноценности» в психоанализе почти не употребляется. Он не является для нас чем-то простым, тем более элементарным. Сводить его к самовосприятию возможного недоразвития органов, как это любят делать представители школы так называемой индивидуальной психологии, кажется нам недальновидным заблуждением. Чувство неполноценности имеет глубоко эротические корни. Ребёнок чувствует себя неполноценным, если замечает, что он нелюбим, и точно так же взрослый. Единственный орган, который может рассматриваться как неполноценный, это рудиментарный пенис, клитор девочки. Но по большей части чувство неполноценности происходит из отношения Я к своему Сверх-Я, являясь, так же как чувство вины, выражением напряжения между ними. Чувство неполноценности и чувство вины вообще трудно отделить друг от друга. Возможно, было бы правильно видеть в первом эротическое дополнение к чувству моральной неполноценности. Этому вопросу разграничения понятий мы в психоанализе уделяли мало внимания.
Именно потому что комплекс неполноценности стал так популярен, я позволю себе сделать здесь небольшое отступление. У одного исторического деятеля нашего времени, который здравствует и поныне, но отошёл от дел, вследствие родовой травмы имело место некоторое недоразвитие одной из рук. Очень известный писатель наших дней, охотнее всего пишущий биографии замечательных людей, занялся жизнью этого упомянутого мной человека. Но ведь трудно подавить в себе потребность углубления в психологию, когда пишешь биографию. Поэтому наш автор отважился на попытку построить все развитие характера своего героя на чувстве неполноценности, вызванном этим физическим дефектом. Но при этом он упустил один маленький, но немаловажный факт. Обычно матери, которым судьба дала больного или неполноценного ребёнка, пытаются восполнить эту несправедливость чрезмерной любовью. В нашем случае гордая мать повела себя по-другому, она отказала ребёнку в любви из-за его недостатка. Когда он стал могущественным человеком, то всеми своими действиями доказал, что так никогда и не простил свою мать. Если вы представите себе значение материнской любви для детской душевной жизни, вы, видимо, мысленно внесете поправки в теорию неполноценности биографа.
— Зигмунд Фрейд. «Лекции по введению в психоанализ»
По всей видимости, Фрейд имел в виду кайзера Вильгельма II, который с рождения страдал врождённым физическим недостатком — повреждённой левой рукой, которая была короче правой на 15 см.
Наряду с психологическими факторами в развитии комплекса неполноценности не менее важна и роль других внешних факторов — демографических, социальных, политических, религиозных, этнических и даже сексуальных. Нередко представители меньшинств, будучи жертвами дискриминации, страдают комплексом неполноценности в одной или нескольких из упомянутых категорий. Например, среди этнических меньшинств нередко встречается комплекс этнической неполноценности. Среди людей, выросших в бедных семьях, на фоне зажиточности других людей может сформироваться комплекс классовой неполноценности и так далее.